# فيصل رضا عابدي
فيصل رضا عابدي (بالأردوية: فیصل رضاعابدی)‏ هو شخصية سياسية باكستانية، وعضو سابق في مجلس الشيوخ عن حزب الشعب الباكستاني ممثلًا لإقليم السند في الفترة من مارس 2009 إلى يناير 2013. كما شغل منصب رئيس الحزب لشعبة كراتشي، يشتهر فيصل بمهاراته الخطابية. سياسيًا هو متحالف مع مجلس اتحاد السنة ممثل الطائفة البريلوية ومتحالف أيضًا مع مجلس وحدة المسلمين ممثل الشيعة في باكستان. عابدي هو رجل أعمال، وهو أيضًا الرئيس التنفيذي لمجموعة شركات ذو الفقار ،في كراتشي منذ عام 2008.